# Cerro de los Siete Colores
Le Cerro de los Siete Colores (« colline aux sept couleurs ») est le nom donné à un flanc de montagne, situé dans les Andes dans le petit village indien de Purmamarca dans la province de Jujuy en Argentine. 
La gamme de couleurs s'étend du beige au violet, en passant par du vert. Le Cerro de los Siete Colores , la Serranía de Hornocal, de même que la Paleta del Pintor (la Palette du peintre) à Maimará, sont les trois sites les plus caractéristiques de la symphonie de couleurs qui pare la Quebrada de Humahuaca. 